# Dark Streets of Cairo
Dark Streets of Cairo es una película de misterio estadounidense de 1940 dirigida por László Kardos y protagonizada por Sigrid Gurie, Ralph Byrd, Eddie Quillan, George Zucco y Katherine DeMille.

## Argumento
Un valioso collar robado desata una serie de intrigas en las sombrías calles de El Cairo para recuperarlo.

## Reparto
- Sigrid Gurie como Ellen Stephens.
- Ralph Byrd como Dennis Martin.
- Eddie Quillan como Jerry Jones.
- George Zucco como Abbadi.
- Katherine DeMille como Shari Abbadi.
- Rod La Rocque como inspector Joachim.
- Sig Arno como Khattab.
- Yolande Donlan como Maggie Malone.
- Lloyd Corrigan como el barón Stephens.
- Henry Brandon como Hussien.
- Nestor Paiva como Ahmed.
- Dick Botiller como Nardo.
- Steven Geray como botones.